# Patrick Rodgers
Patrick Rodgers  is een Amerikaanse golfprofessional. 
Patrick is de zoon van Charlie en Judy Rodgers en de broer van Caroline. Charlie werd in 1963 geboren in Avon, Indiana. 

## Amateur
Hij studeerde van 2011-2014 aan de Stanford-universiteit en speelde drie jaar college golf. Hij heeft zijn studie niet afgemaakt. Zijn gemiddelde van 70.55 slagen is een record en beter dan het vorige record van Tiger Woods (70.96). Rodgers won voor Stanford 11 toernooien, net als Tiger Woods.  En net als Tiger Woods ging hij voor het Nike-team spelen.

In 2013 bereikte hij de laatste 16 bij het US Amateur. Hij versloeg Sean Dale met 3&2, maar verloor in de volgende ronde met 5&3 van de Canadees Corey Connors. Uiteindelijk won Matthew Fitzpatrick.
Rodgers volgde na het winnen van The Prestige in februari 2014 Matthew Fitzpatrick op als de nummer 1 op de wereldranglijst. In april werd hij uitgeroepen tot Pac-12 Men’s Golfer of the Year. Hij werd onderscheiden met de Jack Nicklaus Award.

### Gewonnen
- 2009: AJGA - SAP Junior Open
- 2011: Olympia Fields/Fighting Illini Invitational
- 2012: Western Intercollegiate, US Collegiate Championship, OFCC-Fighting Illini Invite
- 2013: Western Amateur, Southern Highlands Collegiate Masters, John Deere Classic (beste amateur), Erin Hills Intercollegiate
- 2014: SH Collegiate Masters, Pac-12 Championship, NCAA Eugene Regional, The Prestige at PGA West (-9), Southern Highlands Collegiate Masters

In 2011 en 2013 speelde hij in het Walker Cup team.

## Professional
Rodgers speelde als amateur al 4 proftoernooien: Nationwide Children's Hospital Championship, het Travelers Championship, het United Leasing Championship  en de John Deere Classic, waar hij 15de werd.

Na het spelen van het US Open werd hij in juni 2014, professional. 